# Saison 1994-1995 de l'Élan sportif chalonnais
Saison 1994-1995 de l'Élan chalon en Pro B, avec une dixième place pour leur première saison à ce niveau.

## Effectifs

### Joueurs

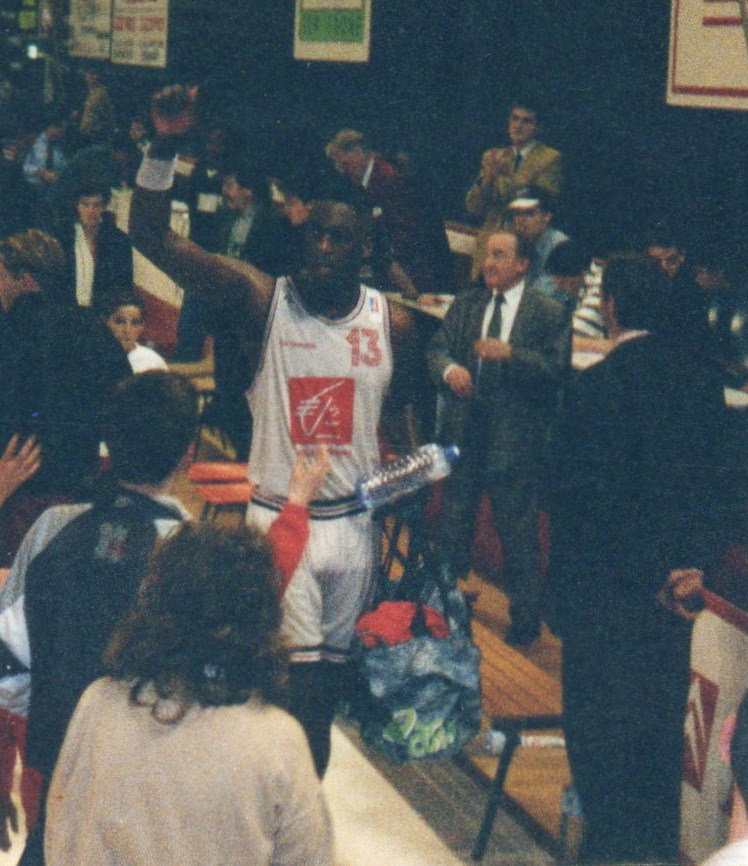
Mark Mc Swain

| Nationalité | Joueur           | Taille |
| ----------- | ---------------- | ------ |
|             | Germain Castano  | 1,84 m |
|             | Pascal Bourgeois | 1,90 m |
|             | Thierry Perriot  | 2,04 m |
|             | Charles Pittman  | 2,02 m |
|             | Emmanuel Schmitt | 1,94 m |
|             | Kent Hill        | 1,97 m |
|             | Mark Mc Swain    | 2,02 m |
|             | Philippe Hervé   | 1,92 m |
|             | Alain Gratien    | 2,02 m |

| Nationalité | Joueur        | Taille |
| ----------- | ------------- | ------ |
|             | Benoit Claude | 1,98 m |
|             | Farid Diouani | 1,80 m |
|             | Benoit Bossu  | 1,86 m |

| Nationalité | Joueur                | Taille |
| ----------- | --------------------- | ------ |
|             | William Njoku (coupé) | 2,05 m |

### Staff
- Entraîneur : Witek Zawadzki (limogé) puis Pascal Thibaud et Philippe Hervé.
- Général manager : Denis Poyol.

## Matchs

### Matchs amicaux
Avant saison
- Prissé / Chalon-sur-Saône : 81-92 (Tournoi de Bourgogne)
- Chalon-sur-Saône / Dynamo Moscou : 104-91 (Tournoi de Bourgogne : à Nuits-Saint-Georges)
- Chalon-sur-Saône / Dijon : 74-107 (Tournoi de Bourgogne)
- Chalon-sur-Saône / Maurienne : 94-97 (à Digoin)

Pendant la saison
- Chalon-sur-Saône / Strasbourg : 77-88 (à Saint-Rémy)
- Jet Lyon / Chalon-sur-Saône : 85-87

Après saison
- Chalon-sur-Saône / Prissé : 75-64

### Championnat

#### Matchs aller
- Chalon-sur-Saône / Hyères-Toulon : 62-83
- Évreux / Chalon-sur-Saône : 110-87
- Chalon-sur-Saône / Saint-Brieuc : 72-74
- Châlons-sur-Marne / Chalon-sur-Saône : 69-82
- Maurienne / Chalon-sur-Saône : 82-78
- Besançon / Chalon-sur-Saône : 84-75
- Chalon-sur-Saône / Le Havre : 100-88
- Roanne / Chalon-sur-Saône : 114-71
- Chalon-sur-Saône / Tours : 81-93
- Angers BC / Chalon-sur-Saône : 84-75
- Chalon-sur-Saône / La Rochelle : 79-84
- Caen / Chalon-sur-Saône : 74-73
- Chalon-sur-Saône / Poissy-Chatou : 89-85

#### Matchs retour
- Chalon-sur-Saône / Evreux : 73-71
- Saint-Brieuc / Chalon-sur-Saône : 73-70
- Chalon-sur-Saône / Châlons-en-Champagne : 87-73
- Chalon-sur-Saône / Maurienne : 93-86
- Chalon-sur-Saône / Besançon : 98-85
- Le Havre / Chalon-sur-Saône : 70-83
- Chalon-sur-Saône / Roanne : 98-89
- Tours / Chalon-sur-Saône : 87-75
- Chalon-sur-Saône / Angers : 82-75
- La Rochelle / Chalon-sur-Saône : 81-73
- Chalon-sur-Saône / Caen : 66-78
- Poissy-Chatou / Chalon-sur-Saône : 90-66
- Hyères-Toulon / Chalon-sur-Saône : 79-74

#### Play-off

##### Tour préliminaire
- Chalon-sur-Saône / Besançon : 75-88
- Besançon / Chalon-sur-Saône : 112-70

### Matchs de coupe de France
- Chalon-sur-Saône / Jet Lyon (Pro A) : 76-87

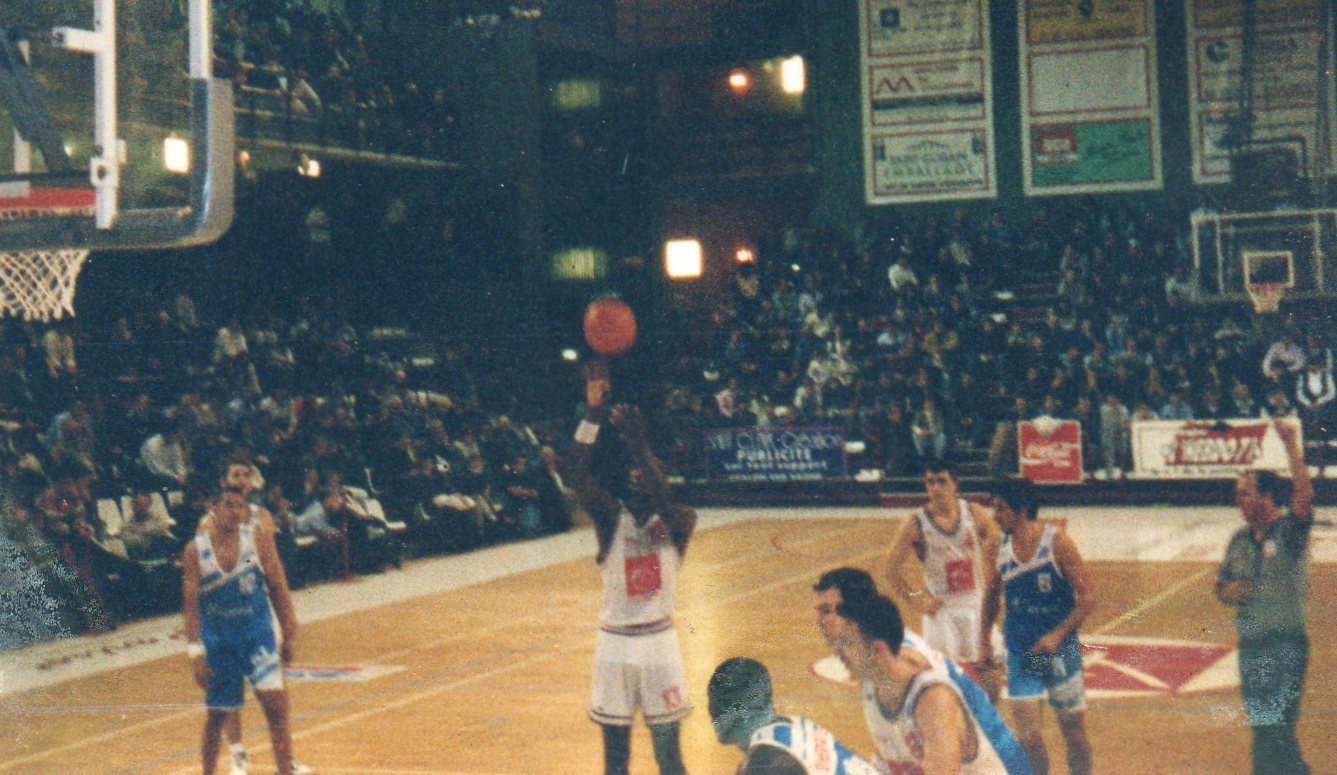
Match de Pro B entre l'Élan Chalon et La Rochelle en décembre 1994.

## Bilan
L'Élan sportif chalonnais devient une société d'économie mixte en aout 1994. Le club chalonnais recrute Emmanuel Schmitt, William Njoku (remplacé en cours de saison par Charles Pittman) et Alain Gratien. L'Elan Chalon pointe à la dernière place vers la mi-saison mais se redresse en deuxième partie de championnat comme prouvent par exemple deux victoires remarquables à domicile : sur le 1er de la saison, Évreux, par 73 à 71, et sur le champion de Pro B, Besançon, sur le score de 98 à 85. Le club se fait sortir au tour préliminaire des playoffs par Besançon. Le club est éliminé en seizième de finale de la Coupe de France.

## Sources
- Le Journal de Saône-et-Loire
- Plaquette de l'Elan Chalon 1996-1997